# Yayaya
Yayaya – singel południowokoreańskiej grupy T-ara. Wspólnie z singlem Wae Ireoni promował pierwszy minialbum Vol.2 Temptastic. Został wydany cyfrowo 1 grudnia, a następnie na płycie 3 grudnia 2010 roku. Utwór został nagrany ponownie w języku japońskim i wydany 30 listopada 2011 roku jako drugi japoński singel. Osiągnął 7 pozycję w rankingu Oricon i pozostał na liście przez 16 tygodni, sprzedał się w nakładzie 46 976 egzemplarzy.

## Lista utworów
| CD             |                                                |                                                |                                                |                                                |      |
| Nr             | Tytuł                                          | Słowa                                          | Kompozycja                                     | Aranżacja                                      | Czas |
| 1.             | "yayaya" (Japanese ver.)                       | Takafumi Fujino                                | E-Tribe                                        | E-Tribe                                        | 3:28 |
| 2.             | "Roly-Poly" (Korean ver.)                      | Shinsadong Tiger/Choi Kyu-sung                 | Shinsadong Tiger/Choi Kyu-sung                 | Shinsadong Tiger/Choi Kyu-sung                 | 3:36 |
| 3.             | "yayaya" (Instrumental)                        |                                                | E-Tribe                                        | E-Tribe                                        | 3:28 |
| 4.             | "Roly-Poly" (Instrumental)                     |                                                | Shinsadong Tiger/Choi Kyu-sung                 | Shinsadong Tiger/Choi Kyu-sung                 | 3:34 |
| DVD (wersja A) |                                                |                                                |                                                |                                                |      |
| Nr             | Tytuł                                          | Tytuł                                          | Tytuł                                          | Tytuł                                          | Czas |
| 1.             | "yayaya (Japanese ver.) Music Video"           | "yayaya (Japanese ver.) Music Video"           | "yayaya (Japanese ver.) Music Video"           | "yayaya (Japanese ver.) Music Video"           |      |
| 2.             | "yayaya (Japanese ver.) Music Video Making"    | "yayaya (Japanese ver.) Music Video Making"    | "yayaya (Japanese ver.) Music Video Making"    | "yayaya (Japanese ver.) Music Video Making"    |      |
| DVD (wersja B) |                                                |                                                |                                                |                                                |      |
| Nr             | Tytuł                                          | Tytuł                                          | Tytuł                                          | Tytuł                                          | Czas |
| 1.             | "yayaya(Japanese ver.) Dance feature ver."     | "yayaya(Japanese ver.) Dance feature ver."     | "yayaya(Japanese ver.) Dance feature ver."     | "yayaya(Japanese ver.) Dance feature ver."     |      |
| 2.             | "yayaya(Japanese ver.) Music Video Short ver." | "yayaya(Japanese ver.) Music Video Short ver." | "yayaya(Japanese ver.) Music Video Short ver." | "yayaya(Japanese ver.) Music Video Short ver." |      |

## Notowania
| Lista                                   | Pozycja |
| --------------------------------------- | ------- |
| Gaon Weekly Singles Chart               | 5       |
| Oricon Daily Singles Chart              | 4       |
| Oricon Weekly Singles Chart             | 7       |
| Oricon Monthly Singles Chart            | 21      |
| Billboard Japan Hot 100                 | 6       |
| RIAJ Digital Track Chart weekly top 100 | 33      |